# Etano

Etano é um composto químico de fórmula 
C2H6. Ele  é um alcano, isto é, um hidrocarboneto alifático. Em CNTP, etano é um gás sem cor e sem cheiro.
Ele é o mais simples hidrocarboneto saturado contendo mais de um átomo de carbono. Etano é um composto de importância industrial, pela conversão dele em etileno.
Em escala industrial, etano é produzido a partir do gás natural e do refino do petróleo. Sínteses químicas podem ser ativadas através da eletrólise de Kolbe.
A combustão do etano é uma reação exotérmica com desprendimento de calor de 365 kcal por mol:
C2H6 + 7/2 O2 → 2 CO2 + 3 H2O + 365 kcal/mol